# Eugeniusz Zajko
Eugeniusz Zajko (ur. 2 kwietnia 1924 w Wilnie, zm. 19 czerwca 1994) – polski pułkownik ludowego Wojska Polskiego i funkcjonariusz wojskowych służb bezpieczeństwa, dyplomata, działacz partyjny i państwowy, w latach 1983–1988 wiceprezydent Warszawy i z urzędu wicewojewoda warszawski.

## Życiorys
Syn Aleksandra i Jadwigi. Od stycznia 1945 do kwietnia 1989 pełnił zawodową służbę wojskową w Ludowym Wojsku Polskim, dochodząc do rangi pułkownika dyplomowanego. Związany z Oddziałem II Sztabu Generalnego, w 1950 przkształconym w Zarząd II Sztabu Generalnego Wojska Polskiego. W ramach Oddziału II odbył kurs specjalny i od 1950 do 1952 był sekretarzem ataszatu wojskowego przy ambasadzie PRL w Sztokholmie. Następnie w ramach Oddziału II Zarządu II SGWP (odpowiedzialnego za operacje zagraniczne) pracował jako p.o. szefa i szef Wydziału I. W latach 1956–1958 zastępca attaché wojskowego przy Polskiej Misji Wojskowej w Berlinie Zachodnim (de facto ambasadzie), następnie zastępca szefa Wydziału Operacyjno-Szkoleniowego oraz od 1960 do 1962 p.o. szefa i szef Oddziału I (odpowiedzialnego za agenturę europejską). Pomiędzy 1962 a 1964 kształcił się w Wojskowej Akademii Sztabu Generalnego Sił Zbrojnych ZSRR. Po powrocie do kraju od 1964 szef Wydziału I w Oddziale II Zarządu II SGWP, a od 1966 do 1967 szef Oddziału X tamże. Później zajmował się także rozpoznaniem wojskowym jako szef zarządu odpowiedzialnej komórki. Autor publikacji z zakresu wojskowości
Od grudnia 1981 do lipca 1983 był pełnomocnikiem Komitetu Obrony Kraju na województwo warszawskie, następnie od ok. czerwca 1983 do 1988 pełnił funkcję wiceprezydenta Warszawy i z urzędu wicewojewody „małego” województwa warszawskiego z ramienia Polskiej Zjednoczonej Partii Robotniczej. Odpowiadał m.in. za nadzór nad warszawskim odcinkiem podróży Jana Pawła II do Polski w 1983.
Został pochowany na Cmentarzu Wojskowym na Powązkach.